# Fadrique Gutiérrez
Fadrique Gutiérrez Flores (Heredia, 7 de septiembre de 1847 - Esparza, 5 de febrero de 1897) fue un escultor, pintor, arquitecto y militar costarricense. Personaje de tintes casi legendarios, se le considera el pionero de la escultura contemporánea costarricense. Su obra arquitectónica más conocida es El Fortín, icónico edificio de estilo colonial ubicado en la ciudad de Heredia.

## Biografía
Nació en Heredia, en una familia descendiente de italianos florentinos. Sus padres fueron Blas Gutiérrez y Mercedes Flores, personas de alta sociedad. Recibió una educación primeramente escolástica y luego liberal. En 1856, con 15 años de edad, obtuvo un diplomado en filosofía de la Universidad de Santo Tomás. Muestra, además, aptitudes para la física y la química. Dos años después, es ex-patriado por razones políticas, viajando a El Salvador y Guatemala, donde aprende las técnicas de la imaginería religiosa y estudia arquitectura y agrimensura.
En 1860 vuelve a Costa Rica, donde se dedica a esculpir imágenes religiosas, muchas de ellas en piedra, lo que lo convierte en el pionero de la escultura moderna de Costa Rica. También realiza varias obras civiles por encargo, iniciando un proceso de secularización de la escultura. En 1862, aprende pintura del maestro francés Aquiles Bigot, mientras que el escultor italiano Francesco Fortino le enseña la escultura al estilo renacentista. En 1863, esculpe Eva o Venus, el primer desnudo de la historia de la escultura costarricense. Se dedica a la profesión de imaginero y a pintar retratos hasta 1870, cuando el golpe de Estado perpetrado por su primo Tomás Guardia Gutiérrez contra el gobierno de Jesús Jiménez Zamora lo coloca de nuevo en la palestra política, distinguiéndose Gutiérrez en la toma del Cuartel de Artillería de San José.
Durante el gobierno de Guardia, se le asigna la Comandancia y Gobernación de Heredia y se le asciende al grado de general, pero en noviembre, se le nombra teniente gobernador de la isla del Coco (ubicada a 500 km del territorio nacional), con la intención de defender la soberanía costarricense sobre la isla contra las pretensiones de los Estados Unidos. Decepcionado, abandona la política y se dedica a la agricultura, lo que hace que el gobierno lo acuse de desertor y se vea forzado a huir por todo el país.
En 1872, ya librado de la persecución política, vuelve a dedicarse a la escultura, esculpiendo el busto de Próspero Fernández Oreamuno. En 1876, diseña y construye el Fortín de Heredia, y su casa, a la que llama "La Fortina", en la que establece una destilería clandestina. Para 1876, se dedica al dibujo de planos arquitectónicos, destacándose el del Instituto de Alajuela y los de varias casas de Heredia. Ese mismo año, es exiliado nuevamente por razones políticas.
Regresa a Costa Rica nueve años después, en 1885, año en el que se le despoja de su grado de coronel y es exiliado por tercera vez. Por siete años, hasta 1892, se dedica a trabajar en varias comandancias por toda Centroamérica, valiéndose de su experiencia como militar. En 1892 regresa a Costa Rica y enseña el arte de la imaginería a Miguel Ramos. Dos años después, instado por sus amigos, participa como candidato a la presidencia por el Partido Agrícola. Tras ser derrotado en las elecciones primarias, se une a los partidos Unión Católica y Liberal para apoyar la candidatura del doctor Juan J. Flores. Un fraude, no obstante, coloca a Rafael Iglesias Castro como presidente de la república, mientras que los tres representantes del partido Liberal son encarcelados en El Fortín.

Nuevamente, Gutiérrez es expatriado y reside en El Salvador.

## Muerte
En 1896 vuelve al país y se le niega la residencia en Alajuela y Heredia, siendo confinado por el presidente Iglesias a Esparza, donde muere en 1897 a la edad de 50 años.

## Obra

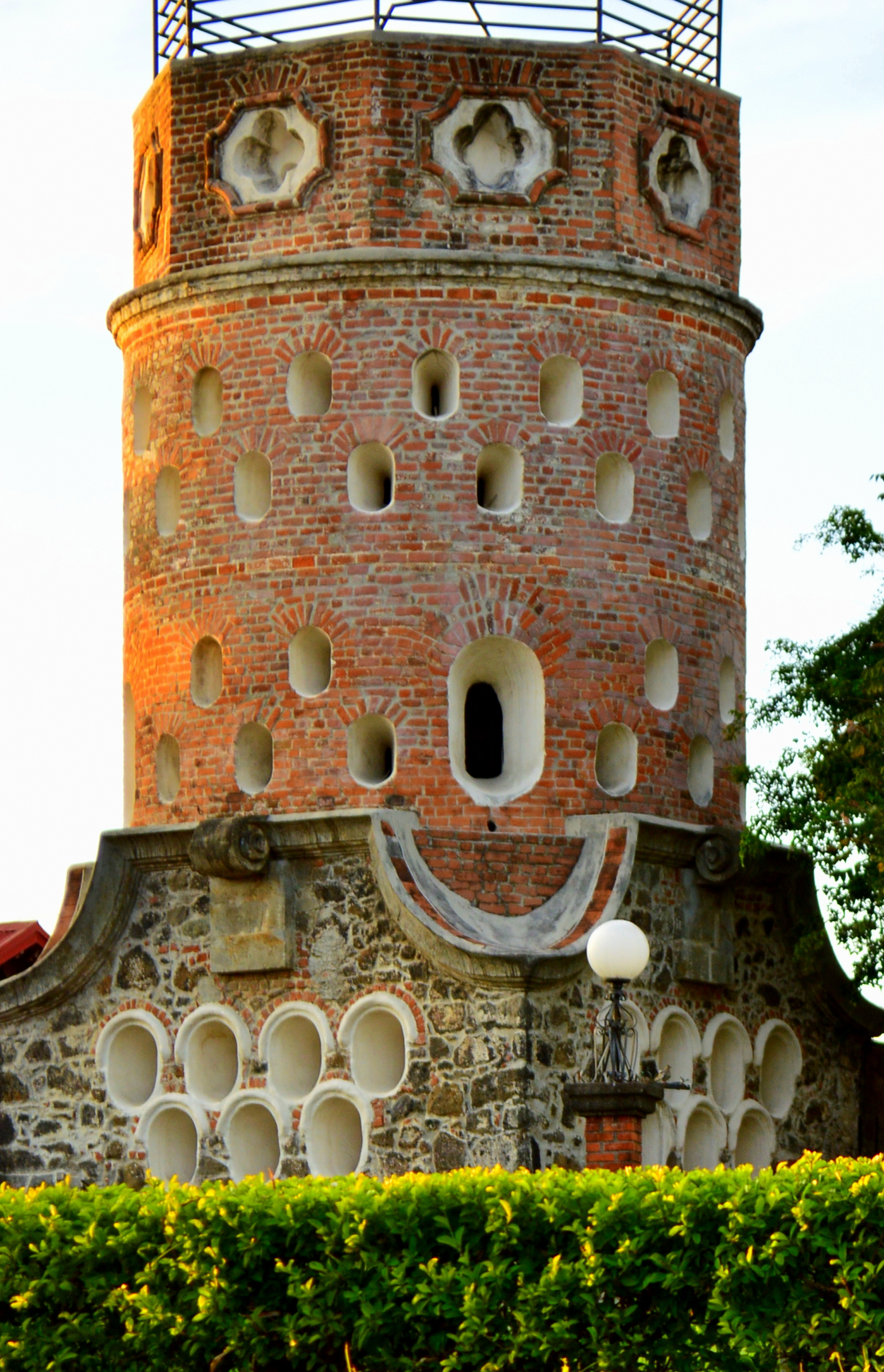
El Fortín, la obra más reconocida y perdurable de Fadrique Gutiérrez.

La obra de Fadrique Gutiérrez ha sido dada a conocer gracias a una biografía suya escrita por Luis Dobles Segreda, bajo el nombre "Fadrique Gutiérrez: hidalgo extravagante de muchas andanzas". En la actualidad, se le considera un precursor de la escultura contemporánea nacional, pues fue el primero en utilizar la piedra como materia prima, esculpió el primer desnudo del arte escultórico costarricense y, aunque iniciado en el arte religioso, esculpió las primeras esculturas de temática laica. En su trabajo combinó técnicas tradicionales de la imaginería colonial con temas profanos y la piedra como material de trabajo, demostrando su proceso de evolución estilística y laicalización.
Su predilección por la escultura de desnudos y figuras de expresiones fuertes no fueron bien vistas por la sociedad de su tiempo, en el que predominó la escultura religiosa. Sus bustos de personajes y figuras decorativas también fueron vistos como rarezas. La mayoría de su obra se ha perdido o ha sido destruida, en parte porque en vida se le conoció más su faceta política y de imaginero que como artista y arquitecto. Sin embargo, su mayor obra de ingeniería, el Fortín de Heredia, persiste hasta nuestros días y hoy se le tiene por edificio icónico de dicha ciudad.
Entre sus obras conocidas que han llegado hasta la actualidad, figuran una talla de San Pedro ubicada en la fachada de la iglesia parroquial de Heredia; un San Juan de la Cruz y San Simón Stok, que le fueron encargados para la iglesia del Carmen en Heredia y confeccionadas en los años 1861–1862; una Venus (el primer desnudo de la historia escultórica nacional), un busto de Próspero Fernández Oreamuno, y un Esculapio, conservadas en el Museo Nacional de Costa Rica; un Neptuno (talla directa en piedra, 1863), parte de una fuente, que pertenece a la Municipalidad de Heredia. Ejecutó en madera policromada, a la manera guatemalteca, más imágenes: "San Roque" (iglesia de San Roque de Heredia), "San Isidro Labrador" (iglesia de San Isidro de Heredia).
En lo arquitectónico, además del Fortín, fue el autor de la cúpula de la catedral de Alajuela. La mayoría de su obra pictórica se ha perdido.